# Музей-усадьба Державина
Музей-усадьба Г. Р. Державина — особняк Гавриила Романовича Державина в Санкт-Петербурге, на набережной Фонтанки, 118, по соседству с Державинским переулком. С 2003 года литературно-мемориальный музей, филиал Всероссийского музея А. С. Пушкина.

## История
Постройку каменного двухэтажного дома на участке начала М. П. Захарова, поэт купил участок с недостроенным зданием в 1791 году, Главный корпус находится в глубине участка, Державин расширил его, пристроив флигели. Вокруг двора были поставлены галереи из свободно стоящих колонн, такая же колоннада была расположена между флигелями на набережной. За домом находился пейзажный сад, в котором были пруды, протоки, мостики и беседки; в реконструкции участвовал Н. А. Львов, друг поэта. Изначальный архитектор здания достоверно неизвестен, предположительно — Г. П. Пильников. Строительство обошлось более чем в 26 000 рублей, для него Державин продал часть своих земель и добавил часть приданого жены.
Городская усадьба состоит из особняка поэта, двух парных флигелей, небольшого гостевого корпуса и оранжереи. Особняк на Фонтанке и обстоятельства его возведения обыграны в стихотворениях поэта «К первому соседу» (1780) и «Ко второму соседу» (1791), обращённых к откупщику М. С. Голикову и полковнику М. А. Гарновскому, соответственно. В большом двусветном зале (построенном в 1803-1806 годах в западном крыле) после 1811 года проходили собрания «Беседы любителей русского слова».
В 1846 году здание было перестроено А. М. Горностаевым для нужд Римско-католической духовной коллегии, фактически превратилось в резиденцию католического архиепископа-митрополита. Архитектор изменил не только планировку, но и внешний вид — он достроил флигеля, добавил по фасаду коринфские пилястры. В 1860-х годах между флигелями вместо колоннады была поставлена чугунная ограда. Ещё раз флигеля были надстроены в 1900 году Шишко Львом Петровичем.
В советское время внутри находились коммунальные квартиры.
На 1970-е годы из первоначальной внутренней отделки сохранялись лишь фрагменты — в двух квартирах первого этажа главного корпуса были карнизы с модульонами и розеттами, сандрики на лепных кронштейнах, барельефы над дверями. В бывшем кабинете владельца на втором этаже сохранился свод.
Решение о музеефикации принято в 1998 году. Интерьеры воссозданы в стиле екатерининской эпохи (на основе известных аналогов) в 2002—2003 гг. (проект института «Ленпроектреставрация»). Первых посетителей музей принял 28 мая 2003 года. В рамках реконструкции с тыльной стороны усадьбы был воссоздан и Польский сад (доступ платный).

## Галерея

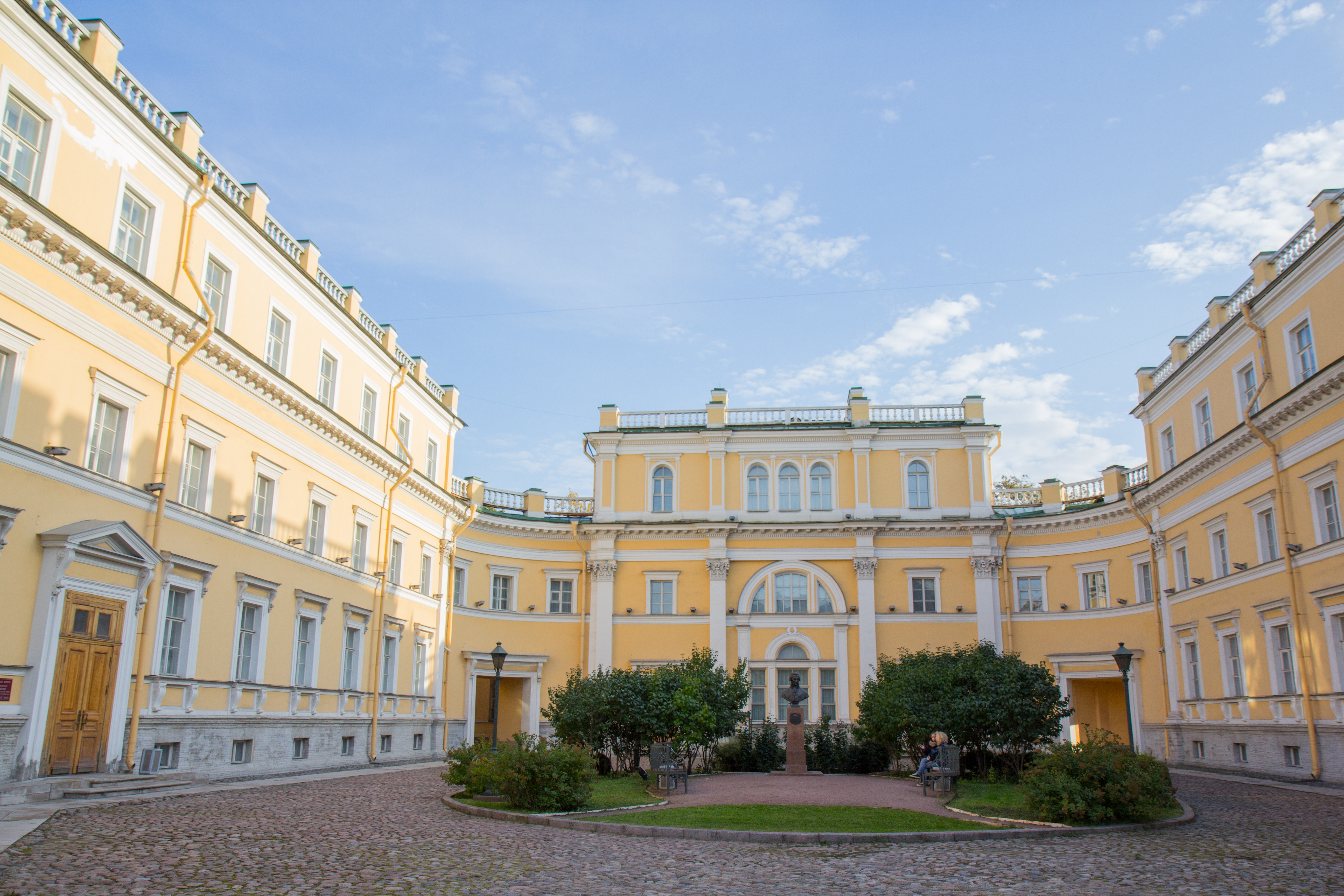
Курдонёр
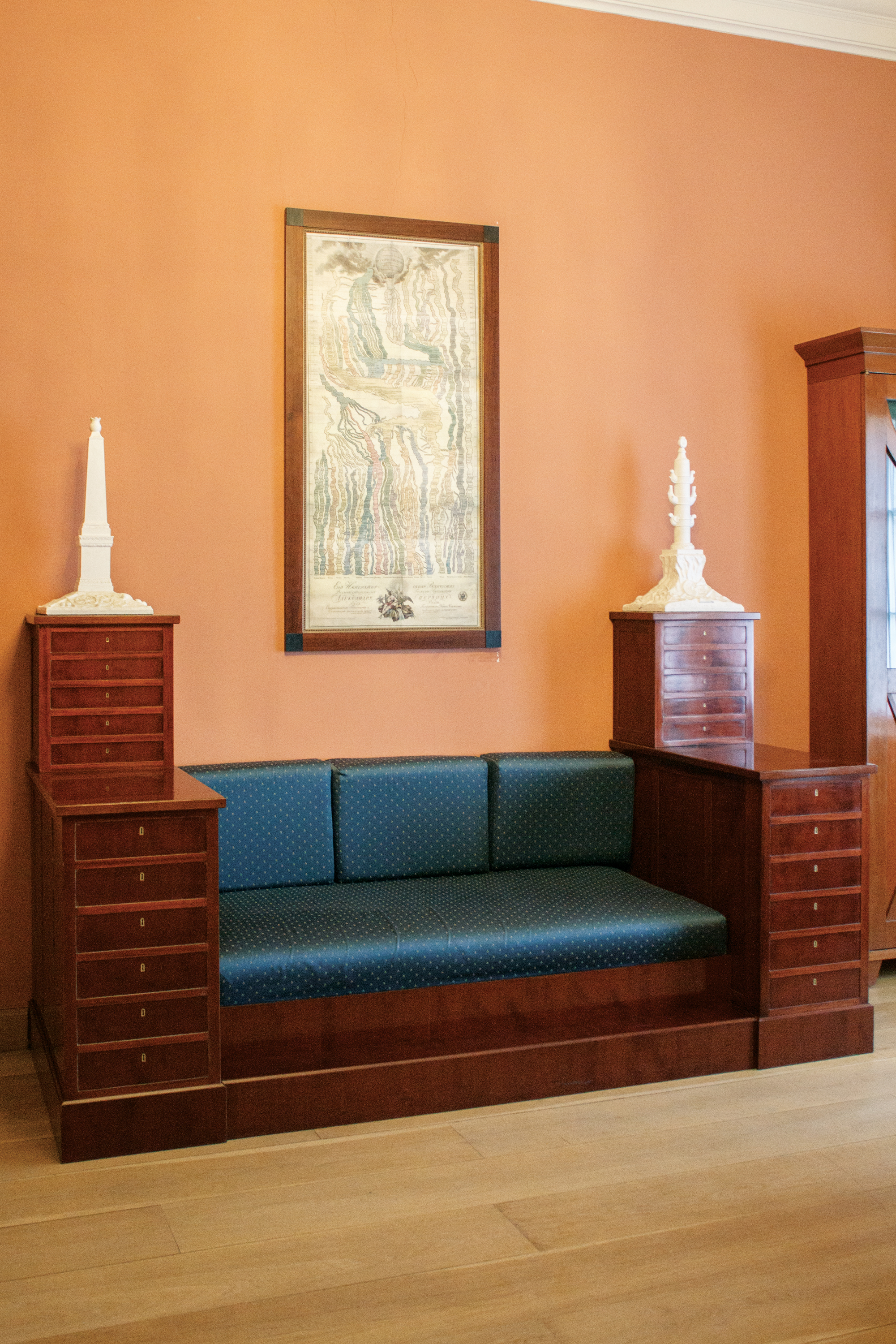
Кабинет Гавриила Державина
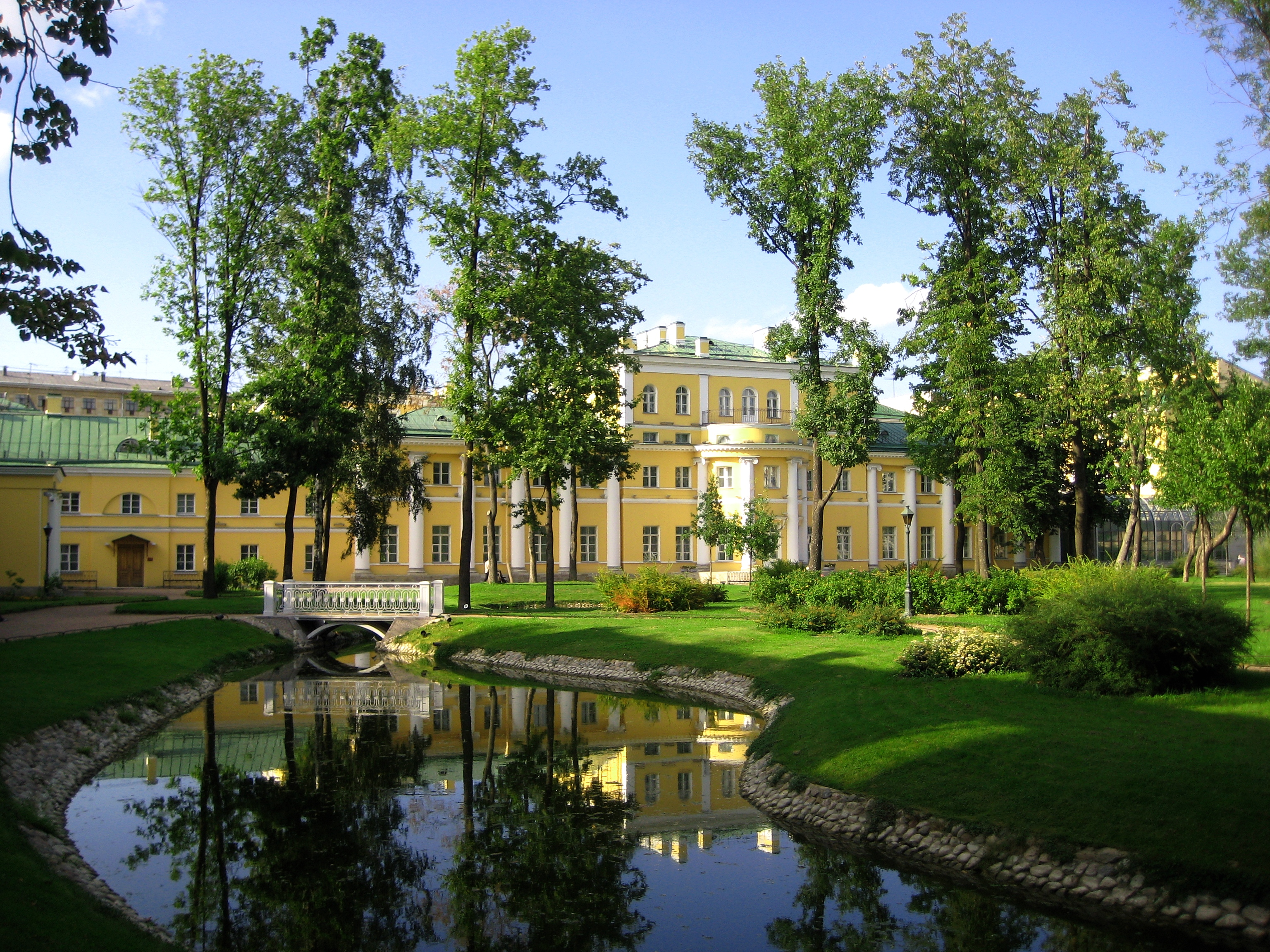
Со стороны Польского сада
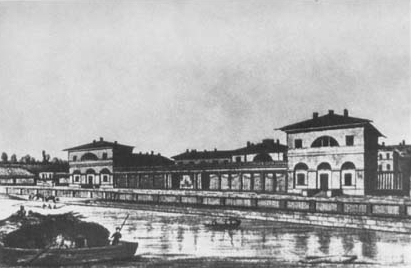
Со стороны Фонтанки (при жизни Державина)
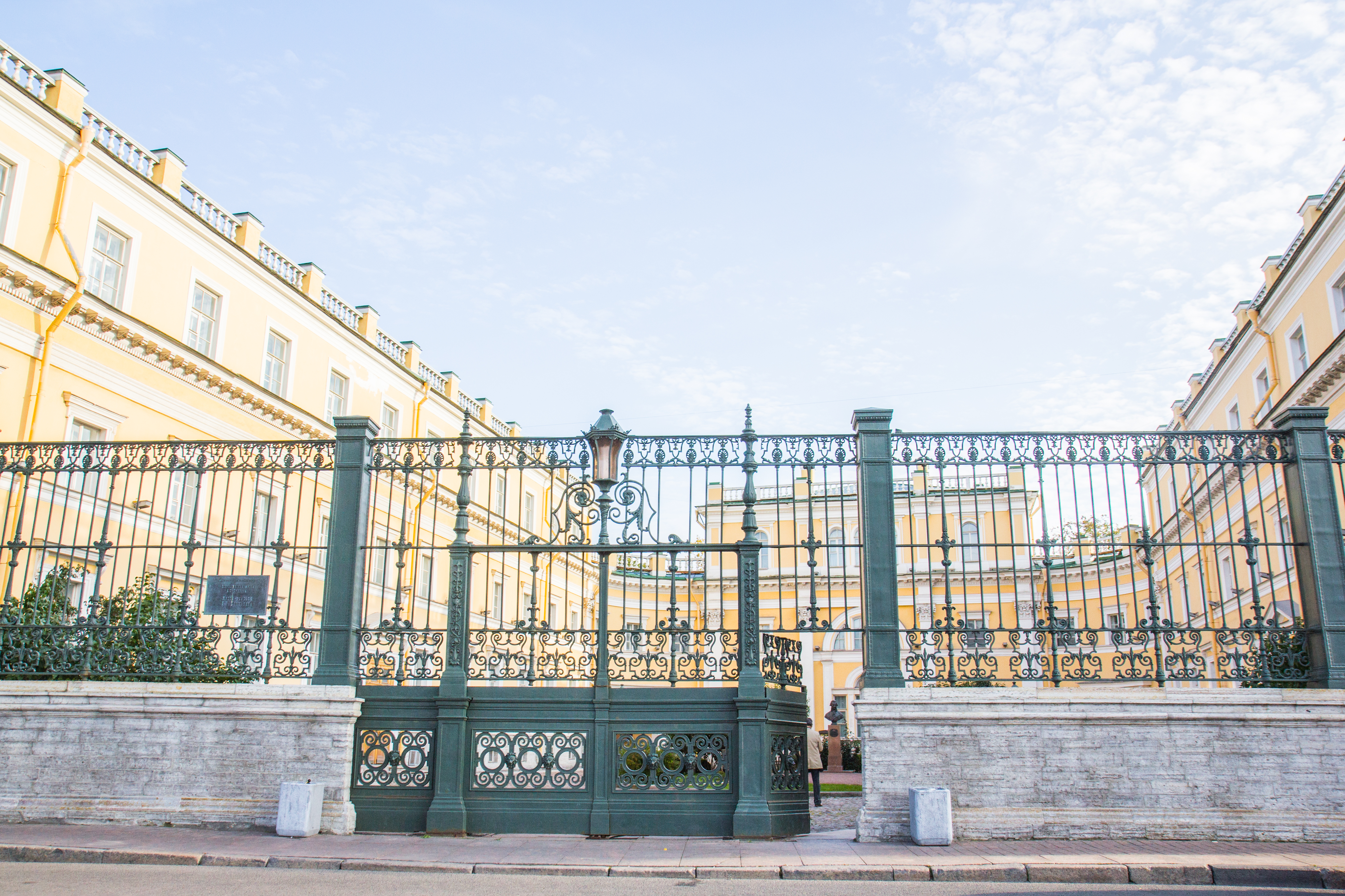
Парадная решётка